# Revolution Analytics
Revolution Analytics (anteriormente REvolution Computing) es una compañía de software estadístico centrada en el desarrollo de versiones de código abierto y de "núcleo abierto" del software R de código abierto y gratuito para clientes empresariales, académicos y analíticos. Revolution Analytics se fundó en 2007 como REvolution Computing que brinda soporte y servicios para R en un modelo similar al enfoque de Red Hat con Linux en la década de 1990, así como adiciones atornilladas para procesamiento paralelo. En 2009, la compañía recibió nueve millones de capital de riesgo de Intel junto con una firma de capital privado y nombró a Norman H. Nie como su nuevo CEO. En 2010, la compañía anunció el cambio de nombre y un cambio de enfoque. Su producto principal, Revolution R, se ofrecería gratuitamente a los usuarios académicos y su software comercial se centraría en big data, computación multiprocesador a gran escala (o "alto rendimiento") y funcionalidad multi-core.
Microsoft anunció el 23 de enero de 2015 que habían llegado a un acuerdo para comprar Revolution Analytics por un monto aún no revelado.

## Fundación y fondos capitales
REvolution Computing fue fundada en New Haven, Connecticut en 2007 por Richard Schultz, Martin Schultz, Steve Weston y Kirk Mettler. En ese momento, Martin Schultz también era profesor de Ciencias de la Computación de Watson en la Universidad de Yale. Agregar computación paralela a R permitió a la compañía obtener grandes ganancias en velocidad para muchas operaciones de análisis comunes y los primeros clientes como Pfizer aprovecharon REvolution R para ver grandes ganancias de rendimiento usando R en los clústeres de computación. Si bien las mejoras al núcleo R se lanzaron bajo la Licencia Pública General de GNU (GPL), REvolution brinda soporte y servicios a los clientes de su producto comercial y tuvo un éxito temprano considerable con las ciencias biológicas y las compañías farmacéuticas. Un año después, la compañía abrió una oficina adicional en Seattle.
En 2009, REvolution Computing aceptó nueve millones de dólares en capital de riesgo de Intel y North Bridge Venture Partners, una firma de capital privado. Intel había apoyado previamente a REvolution Computing con capital de riesgo en 2008. Varios empleados de Intel también se unieron a Revolution Analytics como empleados o como asesores. Al mismo tiempo, la compañía cambió su nombre a Revolution Analytics e invitó a Norman Nie, fundador de SPSS, a servir como CEO. Este cambio en la administración correspondió con un movimiento hacia la construcción de un conjunto más completo de software para usuarios comerciales; antes de 2009, Revolution se había centrado en la construcción de la funcionalidad de procesamiento paralelo en la entonces R. David Rich reemplazó a Norman Nie como CEO en febrero de 2012.

## Gran actuación comunicacional, grandes datos y cambios analíticos
A diferencia de los productos analíticos ofrecidos por SAS Institute, R no maneja de manera nativa conjuntos de datos más grandes que la memoria principal. En 2010 Revolution Analytics presentó ScaleR, un paquete para Revolution R Enterprise diseñado para manejar grandes datos a través de un almacén de datos basado en disco de alto rendimiento llamado XDF (no relacionado con el formato de datos extensible de IBM) y computación de alto rendimiento en grandes grupos. El lanzamiento de ScaleR marcó un alejamiento de la consultoría y los servicios solo para el código personalizado y el precio del paquete a la carta. ScaleR también funciona con Apache Hadoop y otros sistemas de archivos distribuidos y Revolution Analytics se ha asociado con IBM para integrar aún más a Hadoop en Revolution R. Los paquetes para integrar Hadoop y MapReduce en código abierto R también se pueden encontrar en el repositorio de paquetes de la comunidad, CRAN.

## Posición de Mercado
637/5000
En comparación con los desarrolladores de herramientas analíticas similares, Revolution Analytics es una empresa pequeña; en 2010, la compañía tuvo un ingreso proyectado de $ 8-11 millones, pero no se publicaron registros oficiales de ingresos o ganancias en sus proyecciones, cada vez el uso cada vez mayor de R, un lenguaje de programación completo, en contraste con otros paquetes de análisis, dentro de la academia está ayudando a la empresa a crecer rápidamente. El vicepresidente de la comunidad, David Smith, sugirió que el alejamiento de la analítica de "caja negra" hacia las herramientas de código abierto en general apoyó a proveedores como Revolution sobre las herramientas exclusivas.

## Productos
El producto Revolution R de Revolution Analytics está disponible en tres ediciones. Revolution R Open es una distribución gratuita y de código abierto de R con características adicionales para el rendimiento y la reproducibilidad. Revolution R Plus proporciona soporte técnico y suscripciones de garantía de código abierto (indemnización legal) para Revolution R Open y otros componentes de código abierto que funcionan con R. (Estos productos se anunciaron por primera vez el 15 de octubre de 2014).Revolution R Enterprise agrega componentes patentados para soportar el análisis estadístico de Big Data, y se vende como suscripciones para estaciones de trabajo, servidores, Hadoop y bases de datos. (Las licencias de usuario único están disponibles de forma gratuita para usuarios académicos y para usuarios que compiten en competencias de minería de datos de Kaggle).
En enero de 2015, Microsoft renombró y renovó varios productos y ofertas de Revolution Analytics para Hadoop, Teradata Database, SUSE Linux, Red Hat y Microsoft Windows. Microsoft fabricó varios de estos productos basados en R de forma gratuita para los desarrolladores; estos productos incluyen:
Microsoft R Server que anteriormente se llamaba Revolution R Enterprise para Hadoop, Linux y Teradata e incluía nuevas opciones de soporte y compra para empresas de Microsoft. Microsoft R Server se puso a disposición de los estudiantes a través del programa Microsoft DreamSpark.
Microsoft R Server Developer Edition, una versión gratuita para desarrolladores que cuentan con una característica similar a la edición comercial.
Microsoft Data Science Virtual Machine, una herramienta de análisis desarrollada por la división Revolution Analytics, se estrenó en enero de 2015.
Microsoft R Open una versión renombrada de Revolution R Open.